# Apoptygma Berzerk
Apoptygma Berzerk (ibland förkortad APB eller APOP) är ett norskt EBM-band som bildades 1989 av Stephan Groth och Jon Erik Martinsen. De släppte sin första singel 1991 ("Ashes to Ashes") och ytterligare två singlar innan det första fullängdsalbumet (Soli Deo Gloria) kom 1994. Bandet är upphovsmän till genren futurepop tillsammans med bandet VNV Nation.
År 2007 spelade Apoptygma Berzerk på Arvikafestivalen.
Keyboardisten Geir Bratland är för närvarande sessionkeyboardist i Dimmu Borgir.

## Medlemmar
Nuvarande medlemmar
- Grothesk, STP (Stephan Groth) – sång, gitarr, programmering, sampling (1989–)
- Ted Skogmann – trummor, gitarr (1999–2002, 2011–)
- Angel (Audun Stengel) – gitarr (2002–2009, 2013–)
- Jonas Groth – keyboard (live), musikarrangering (2009–)

Tidigare medlemmar
- Jon Erik Martinsen – keyboard (1989)
- Per Aksel Lundgreen – keyboard (1991–1994)
- Anders Odden – gitarr (1992–1999, 2003–2006)
- Geir Bratland – keyboard, bakgrundssång (1995–2009)
- Fredrik Brarud – trummor (2002–2009)
- Brandon Smith – gitarr (2009–2013)
- Thomas Jakobsen – trummor (2009–2011)

Turnerande medlemmar
- Fredrik Darum – gitarr (1999–2001)
- Leandra Ophelia Dax – keyboard (2010–idag)

## Diskografi

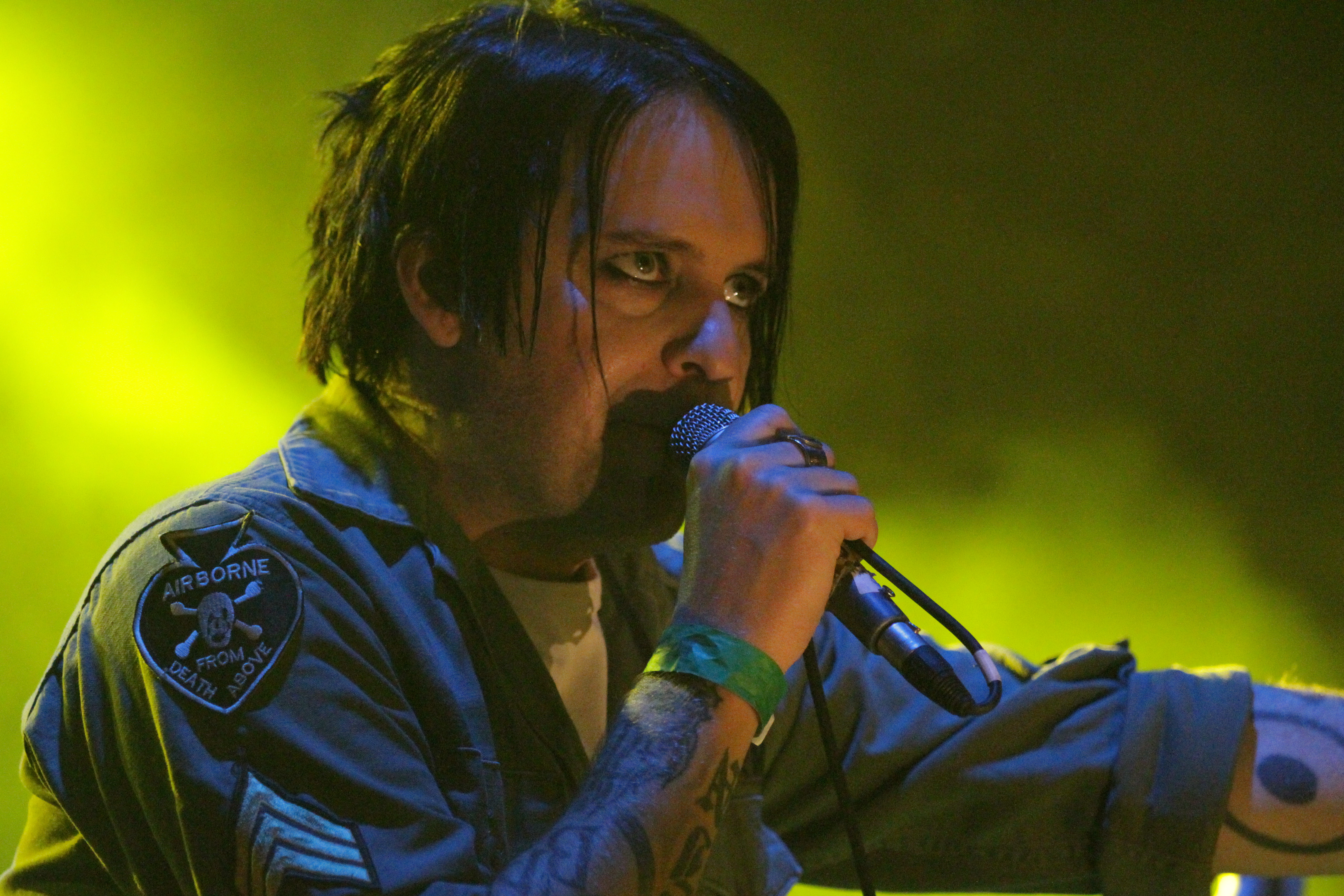
Stephan Groth (Wave-Gotik-Treffen 2014)

### Studioalbum
- Soli Deo Gloria (1993)
- 7 (1996)
- Welcome to Earth (2000)
- Harmonizer (2002)
- You and Me Against the World (2005)
- Rocket Science (2009)
- Exit Popularity Contest (2016)
- SDGXXV (2019)

### Livealbum
- APBL98 (1999)
- APBL2000 (2001)
- Imagine there`s no Lennon (Live DVD) (2010)

### Samlingsalbum
- The Apopcalyptic Manifesto (1998)
- The Singles Collection (2003)
- Sonic Diary (2006)
- Faceless Fear (B-Sides & Rarities) (2020)
- Disarm (B-Sides & Rarities) (2020)

### EP
- Victims Of Mutilation (1990)
- The 2nd Manifesto (1992)
- Mourn EP (1997)
- Unicorn & The Harmonizer DVD (2004)
- Black E.P. (2006)
- Green Queen (2009)
- Black EP Vol 2 (2011)
- Major Tom (2013)
- Stop Feeding The Beast (2014)
- Videodrome (2015)
- Xenogenesis (2016)
- SDGXXV EP (2018)
- SDGXXV EP II (2019)
- Nein Danke! (2020)

### Singlar
- "Ashes To Ashes" (12" vinyl, 1991)
- "Bitch" (1993)
- "Deep Red" (1994)
- "Non-Stop Violence" (1995)
- "Paranoia" (1998; innehåller en cover på Metallicas Nothing Else Matters)
- "Eclipse" (1999)
- "Kathy's Song" (2000)
- "Kathy's Song 12" I." (2000)
- "Kathy's Song 12" II." (2000)
- "Until The End Of The World I." (2002)
- "Until The End Of The World II." (2002)
- "Until The End Of The World Vinyl" (2002)
- "Suffer In Silence" (2002)
- "Suffer In Silence Trance Remixes" (2002)
- "Suffer In Silence" (12" vinyl 2002)
- "In This Together" (2005)
- "Shine On" (2006)
- "Love To Blame" (2006)
- "Cambodia" (2006) (Kim Wilde-cover)
- "Green Queen Promo" (2008)
- "Apollo (Live On Your TV)" (2009)
- "Major Tom (2013)
- Deep Red 7" (2019)

### Remixer
- Aerodrone - Ready To Love (Apoptygma Berzerk Remix)
- A Split Second - Bury Me In Your Heart (APB Remix)
- a-ha - Lifelines (Apoptygma Berzerk Remix)
- Angst Pop - Ødipus Rex 2012 (Apoptygma Berzerk Dark Club Mix)
- Beborn Beton - Im Innern Einer Frau (Apoptygma Berzerk Mix)
- Cassandra Complex - Twice As Good (Apoptygma Berzerk Rmx)
- Code 64 - Accelerate (Apoptygma Berzerk vs OK Minus remix)
- Dero Goi - Clickbait (Apoptygma Berzerk Remix)
- Echo Image - Endless Day (Club Version- produced by Apoptygma Berzerk)
- Echo Image - Need To Be Proud (Apoptygma Berzerk Mix)
- Echo Image - Walk My Mind (Apoptygma Berzerk Mix)
- For All the Emptiness - Seduced By A Disease (Apoptygma Berzerk Remix)
- Front 242 - Headhunter 2000 (APB Remix)
- Funker Vogt - Tragic Hero (APB Remix)
- Good Charlotte - The River (Apoptygma Berzerk Remix)
- Good Courage - The World Will Go On (Snowy Norway Mix by APB)
- Goteki - Freebird (Apoptygma Berzerk Remix)
- Hocico - Ruptura (Apoptygma vs. Drugwar Remix)
- Icon of Coil - Repeat It (APB Remix)
- Industrial Heads - Unrated (APB Version)
- JAW - Creature Of Masquerade (APB Remix)
- Leæther Strip - How Do I Know (APB Remix)
- Lights Of Euphoria - Show Me Your Tears (APB vs. Industrial Heads Remix)
- Lost In Desire - I Am You (Apoptygma Berzerk Remix)
- Machinista – Dark Heart Of Me (Apoptygma Berzerk Remix)
- Mortiis - Sins Of Mine (Apoptygma Berzerk Extended Version)
- Nattefrost - Westhofen (Apoptygma Berzerk Remix)
- Nico – All Tomorrow's Parties (Nico Vs. Apoptygma Berzerk)
- Nitzer Ebb - Once You Say (Remix By Apoptygma Berzerk)
- Northern Lite - Enemy (Apoptygma Berzerk Remix)
- Page - Krasch (Apoptygma Berzerk Redux)
- Peter Heppner - All Is Shadow (Apoptygma Berzerk Remix)
- Project Pitchfork - Steelrose (APB Remix)
- Remington Super 60 - In Space (Rs60 & Apoptygma Berzerk)
- Sabotage - Who am I (APB Remix)
- Satyricon - The Dawn Of A New Age (APB Remix)
- Scala & Kolacny Brothers - Friday I'm in Love (Remix by Apoptygma Berzerk)
- Sono - Dangerous (Apoptygma Berzerk Mix)
- Switchblade Symphony - Sweet (APB Remix)
- Technomancer - Path of Destruction (Re :Destroyed by Apoptygma Berzerk)
- Tobias Bernstrup - Moments Lost (Apoptygma Berzerk remix)
- The Crüxshadows - Tears (Apoptygma Berzerk Remix)
- The Kovenant - Star by Star (Apoptygma Berzerk Remix)
- Vile Electrodes - Deep Red (Apoptygma Berzerk Remix)
- VNV Nation - Chrome (Apoptygma Berzerk Remix)
- VNV Nation - Genesis (Apoptygma Berzerk Remix)
- Zeromancer - Something For The Pain (Apoptygma Berzerk Mix)